# Рудольф I (король Верхньої Бургундії)
Рудольф I (*Rodolphe I бл. 859 — 25 жовтня 912) — король Верхньої Бургундії у 888—912 роках.

## Життєпис

### Герцог
Походив зі Старшого дому Вельфів. Син Конрада II, графа Осера і маркграфа Верхньої (Транс'юранської) Бургундії, і Вальдради (Ірментруди) Вормської. Після смерті батька в 876 році Рудольф успадкував його володіння в Транс'юранській Бургундії, отримавши титул маркграфа Верхньої Бургундії (Транс'юраніі).
У 885 році імператор Карл III Товстий визнав за Рудольфом титул герцога Верхньої Бургундії.
Після повалення в 887 році імператора Карла III Толстого знать і духовенство цієї частини колишнього Бургундського королівства зібралися в 888 році в місті Сент-Моріс в Вале і проголосили своїм королем Рудольфа. У результаті було утворено незалежне Верхнє Бургундське королівство, яке включило в себе північну частину колишнього Прованського королівства Карла Прованського: Франш-Конте, Савою, Аоста, територію сучасної західної Швейцарії (Базель, Вале). Канцлером свого королівство він зробив Т'єррі, єпископа Безансонського.

### Король
Рудольф I намагався відродити єдність «Серединного королівства» імператора Лотаря I. Проте його спроба завоювати Лотарингію натрапила на рішучу відсіч імператора Арнульфа Каринтійського, його позашлюбного сина Цвентібольда (призначеного Арнульфом королем Лотарингії) та  Людовика III, короля Нижньої Бургундії.
У 894 році Цвентібольд Лотаринзький захопив північ Верхньої Бургундії до Безансонського єпископства. Ці володіння Цвентібольд зберігав до своєї загибелі в 900 році, його владу визнав навіть Т'єррі, єпископ Безансонський. Для того, щоб зберегти своє королівство, Рудольф I відмовився від претензій на Лотарингію. Завдяки цьому Арнульф Каринтійський визнав незалежність Верхньої Бургундії.
Смерть Арнульфа і Цвентібольда дозволила Рудольфу I повернути втрачені володіння. Після цього він збільшив королівство, приєднавши Сален. 911 року, скориставшись війною між Конрадом I, королем Східного Франкського королівства, та Карлом III, королем Західного Франкського королівства, захопив важливе місто Базель.
Відносини з іншими сусідами король Верхньої Бургундії зміг налагодити, організувавши династичні шлюби. Його сестра Аделаїда (Адельгейда) була видана за Річарда I, герцога Бургундського, сам він одружився з Віллою, сестрою короля Людовика III, короля Нижньої Бургундії, який, в свою чергу, одружився з донькою Рудольфа I.
Помер у 912 році, владу успадкував старший син Рудольф II.

## Родина
Дружина — Вілла, донька Бозона I, короля Нижньої Бургундії
Діти:
- Рудольф (д/н-937), король Бургундії у 912—937 роках
- Людовик (д/н-929), граф Тургау
- Вальдрада, дружина Боніфація I, герцога Сполетського
- Юдит
- Вілла (д/н-після 936), дружина Бозона, графа Авіньйського.
- .Аделаїда, дружина Людовика III, короля Нижньої Бургундії.